# Discografia di John Norum

## Album in studio
| Anno | Titolo                | Classifiche |
| Anno | Titolo                | SWE         |
| ---- | --------------------- | ----------- |
| 1987 | Total Control         | 4           |
| 1992 | Face the Truth        | 18          |
| 1995 | Another Destination   | 44          |
| 1996 | Worlds Away           | —           |
| 1999 | Slipped into Tomorrow | —           |
| 2005 | Optimus               | —           |
| 2010 | Play Yard Blues       | 36          |
| 2022 | Gone To Stay          |             |

## Extended plays
- Live in Stockholm '90 (1990)

## Album dal vivo
- Face It Live '97 (1997)

## Singoli
| Anno | Titolo                            | Classifiche | Album               |
| Anno | Titolo                            | SWE         | Album               |
| ---- | --------------------------------- | ----------- | ------------------- |
| 1987 | "Let Me Love You"                 | 4           | Total Control       |
| 1987 | "Back on the Streets"             | —           | Total Control       |
| 1987 | "Love Is Meant (to Last Forever)" | —           | Total Control       |
| 1992 | "We Will Be Strong"               | 32          | Face the Truth      |
| 1992 | "Face the Truth"                  | —           | Face the Truth      |
| 1992 | "In Your Eyes"                    | —           | Face the Truth      |
| 1995 | "Strange Days"                    | —           | Another Destination |
| 1996 | "Where the Grass Is Green"        | —           | Worlds Away         |

## Con gliEddie Meduza & The Roaring Cadillacs

### Album
- Eddie Meduza & The Roaring Cadillacs (1979)
- The Eddie Meduza Rock 'n' Roll Show (1979)
- Dåren É Lös! - The Roaring Cadillac's Live (1983)
- West A Fool Away (1984)

### Singoli
- Punkjävlar (1978)
- The Eddie Meduza Rock 'n' Roll Show 1979 (1979)

## Con gliEurope

### Album
- Europe (1983)
- Wings of Tomorrow (1984)
- The Final Countdown (1986)
- Start from the Dark (2004)
- Secret Society (2006)
- Last Look at Eden (2009)
- Bag Of Bones (2012)
- War Of Kings (2015)
- Walk The Earth (2017)

### Singoli
- Seven Doors Hotel (1983)
- Lyin' Eyes (1983)
- Dreamer (1984)
- Stormwind (1984)
- Open Your Heart (1984)
- On the Loose (1985)
- Rock the Night (1985)
- The Final Countdown (1985)
- Pride One (1986)
- Cherokee (1986)
- Carrie (1987)
- Got to Have Faith (2004)
- Hero (2004)
- Always the Pretenders (2006)
- Last Look at Eden (2009)
- New Love in Town (2009) - acquistabile solo in formato scaricabile dal web

### DVD
- Milleniefesten (2000)
- Sweden Rock Festival 10-12 Juni 2004 Sölvesborg - En Rockumentär (2005)
- Rock the Night: Collectors Edition (versione americana: Rock the World) (2005)
- The Final Countdown Tour 1986 (2005)
- Live from the Dark (2005)
- The Final Countdown Tour 1986: Live in Sweden - 20th Anniversary Edition (2006)

### Compilation
- 1982-1992 (1993)
- 1982-1993 (1993) solo versione promo
- Rock the Night Away (1997)
- Definitive Collection (1997)
- Collections (1998)
- Super Hits (1998)
- 1982-2000 (1999)
- Simply the Best (1999)
- Musica Più (2000)
- Carrie (2001)
- Rock the Night - The very best of Europe (2004)
- Europe - The best of (2004)
- All or Nothing (2005)

## ConDon Dokken

### Album
- Up from the Ashes (1990)

### Singoli
- Mirror Mirror (1990)
- Stay (1990)

## Con iDokken

### Album
- Long Way Home (2002)

### Singoli
- Sunless Days (2002) solo versione promo
- Little Girl (2002)

### Compilation
- Dokken - The Very Best of (1999)
- Then and Now (2002)
- Change the World: An Introduction to Dokken (2004)

## Collaborazioni

### Con Tone Norum

#### Album
- One of A Kind (1986)
- This Time (1988)

#### Singoli
- Can't You Stay (1985)
- Built on Dreams (1986)
- Stranded (1986)
- Love Me (1988)

### Altre collaborazioni
- AA.VV. - Swedish Metal Aid - Give A Helpin' Hand (1985)
- AA.VV. colonna sonora del film - Mellan Två Världar (1986)
- AA.VV. colonna sonora del film - PS - Sista Sommaren (1988)
- Glenn Hughes - L.A. Blues Authority Vol.2: Blues (1992)
- Phantom Blue - Built To Perform (1994)
- AA.VV. - A Tribute: Deep Purple Smoke on the Water (1994)
- Joey Tempest - A Place to Call Home - singolo (1995)
- Joey Tempest - A Place to Call Home - album (1999)
- AA.VV. - Spacewalk: A Tribute to Ace Frehley (1996)
- AA.VV. - Carmine Appice Channel Mind Radio - Guitar Zeus 2 (1997)
- AA.VV. - The Lizzy Songs! - A Tribute to Phil Lynott (1997)
- Midnight Sun - Above & Beyond (1998)
- AA.VV. - Humanary Stew: A Tribute to Alice Cooper (1999)
- Midnight Sun - Nemesis (1999)
- Lotus - Quartet Conspiracy (2000)
- Meldrum - Loaded Mental Cannon (2001)
- War & Peace - Light at the End of the Tunnel (2001)
- Kelly Keeling - Givin' Sight to the Eye (2005)
- AA.VV. - Welcome to the Nightmare: An All Star Salute to Alice Cooper (2005)
- AA.VV. - Secondhand Smoke: A Tribute to Frank Marino (2005)

## Altre compilation
- Musik Fest - Väsby '78 AA.VV. (1978) - l'unica registrazione ufficiale dei WC
- Summer Hits of '85 AA.VV. (1985)
- Greatest Hits - The Voice of Rock Glenn Hughes (1996)
- Svensk Hardrock AA.VV. (1997)
- Extreme Rock 'n' Roll Series - vol. 2 AA.VV. (2000)